# 비밀의 숲 2
《비밀의 숲 2》는 2020년 8월 15일부터 2020년 10월 4일까지 방영된 tvN 토일 드라마이다.

## 줄거리
"침묵을 원하는 자, 모두가 공범이다." 비밀의 숲 2는 검경수사권 조정 내용을 다룬다. 주인공인 황시목 검사와 한여진 형사가 이와 관련하여 대립하기도 하면서, 그 뒤에 은폐된 사건들의 진실에 접근하는 과정을 다룬다.

## 등장 인물

### 주요 인물
- 조승우: 황시목 역 - 37세, 검사. 現 대검찰청 형사법제단 소속
- 배두나: 한여진 역 - 경감. 現 경찰청 수사구조혁신단 주임. 소속은 그대로 용산서이지만 경찰청 파견 근무 중
- 전혜진: 최빛 역 - 40대 초반, 경찰청 정보부장 겸 수사구조혁신단 단장
- 최무성: 우태하 역 - 40대 후반, 형사법제단 부장검사
- 이준혁: 서동재 역 - 40대 중반, 의정부지방검찰청 형사1부 검사
- 윤세아: 이연재 역 - 40대 초반, (주)한조 회장

### 대검찰청
- 김영재: 김사현 역 - 40대 중반, 국회 법제사법위원회 파견위원
- 윤슬: 김아현 역 - 형사법제단 실무관
- 김지훈: 김영식 역 - 형사법제단 수사관
- 홍서준: 신동운 역 - 차장검사

### 서울 동부 지방 검찰청
- 박성근: 강원철 역 - 50세, 동부지방검찰청 지검장
- 이현균: 차장검사 역

### 의정부 지방 검찰청
- 박지연: 정민하 역 - 28세, 의정부지방검찰청 형사1부 검사
- 임철수: 의정부지방검찰청 계장 역

### 경찰청
- 하성광: 김명한 역 - 정보국 정보국장
- 이해영: 신재용 역 - 50대 초반, 경찰청 소속 수사국장
- 이하율: 최강일 역
- 장률: 유정오 역 - 수사구조혁신단 주임

### 서울 용산경찰서 강력 3팀
- 전배수: 최윤수 역 - 팀장. 용산서 강력3팀 팀장. 경위
- 윤태인: 서상원 역
- 최재웅: 장건 역 - 30대 후반, 용산서 강력3팀 경위
- 송지호: 박순창 역 - 20대 후반, 용산서 강력3팀 순경

### 의정부경찰서
- 정승길: 백중기 역 - 송기현 사망 관련 팀장
- 박성일: 이대성 역
- 배제기: 구준성 역
- 권혁범: 오병건 역
- 나철: 김경석 역
- 김범수: 김수항 역(전 동두천서장 조카)
- 이가섭: 송기현 역 - 세곡지구대에서 자살 추정 경사
- 오경주: 고창용 역 - 한여진 협조 세곡지구대 순경

### 한조그룹
- 정성일: 박 상무 역 - 30대 후반, (주)한조 기획조정실 소속
- 추가: 이성재 역 - 한조그룹 사장, 이윤범의 장남, 이연재의 이복오빠
- 김학선: 오주선 역 - 한조그룹 비상임 변호사

### 그 외 인물
- 최희서: 이유안 역 - 서동재 아내
- 태인호: 김병현 역 - 성문일보 사장
- 박정언 : 성문대리인(정지원 변호사)
- 강신효: 이용호 역 - 1회 통영 사건 관련 피의자
- 진소연: 노주은 역 - 1회 통영 사건 관련 피의자
- 최교식: 이 계장 역 - 통영지청 황시목 검사실 계장
- 서진원: 박광수 역 - 전 대전지검 검사장
- 박미현: 사망한 전 대전지검 검사장 박광수의 아내 역
- 김귀선: 남재익 역 - 국회의원, 법제사법위원장
- 문종원: 전승표 역 - 전 동두천서장, 의정부경찰서 경무과 과장
- 류성록: 전기혁 역 - 서동재 납치 사건 허위목격자(11회)
- 공다임: 양유빈 역 - 박광수 변호사 사망사건 관련 인물
- 유성주: 김후정의 아버지 역 - 변호사
- 김동휘: 김후정 역 - 통영 익사 사고의 생존자
- 이채경: 집사 역 - 이윤범 회장의 집
- 최홍일: 창원지검 통영지청장 역(목소리 출연)
- 김범수

### 특별 출연
- 이규형: 윤세원 역
- 이태형: 김호섭 역
- 유재명: 이창준 역
- 신혜선: 영은수 역

## 시청률
최저 시청률과 최고 시청률은 시청률 조사회사와 지역별로 시청률에 차이가 있을 수 있습니다.
| 2020년      | 2020년      | 2020년         | 2020년       | 2020년 |
| 회차        | 방송일      | AGB 시청률     | AGB 시청률   |        |
| 회차        | 방송일      | 대한민국(전국) | 서울(수도권) |        |
| ----------- | ----------- | -------------- | ------------ | ------ |
| 제1회       | 8월 15일    | 7.627%         | 9.102%       |        |
| 제2회       | 8월 16일    | 6.415%         | 7.585%       |        |
| 제3회       | 8월 22일    | 7.014%         | 8.190%       |        |
| 제4회       | 8월 23일    | 6.442%         | 7.378%       |        |
| 제5회       | 8월 29일    | 6.041%         | 7.070%       |        |
| 제6회       | 8월 30일    | 6.281%         | 7.487%       |        |
| 제7회       | 9월 5일     | 6.502%         | 6.950%       |        |
| 제8회       | 9월 6일     | 7.493%         | 8.856%       |        |
| 제9회       | 9월 12일    | 7.190%         | 8.553%       |        |
| 제10회      | 9월 13일    | 7.203%         | 8.031%       |        |
| 제11회      | 9월 19일    | 6.843%         | 8.017%       |        |
| 제12회      | 9월 20일    | 7.458%         | 8.707%       |        |
| 제13회      | 9월 26일    | 7.179%         | 7.755%       |        |
| 제14회      | 9월 27일    | 8.837%         | 10.312%      |        |
| 제15회      | 10월 3일    | 8.307%         | 9.589%       |        |
| 제16회      | 10월 4일    | 9.408%         | 11.039%      |        |
| 평균 시청률 | 평균 시청률 | 7.265%         | 8.414%       |        |

## 같이 보기
- 대한민국의 텔레비전 드라마 목록 (ㅂ)
- 2020년 대한민국의 텔레비전 드라마 목록

## 참고 사항
- 배두나와 윤세아는 영화 《인류멸망보고서 (해피버스데이)》 이후로 9년만에 재회했다.